# Архонтофеникс Александры
Архонтофеникс Александры (лат. Archontophoenix alexandrae, в честь принцессы Александры Датской) — высокая одиночная пальма из рода архонтофениксов, достигающая высоты 30 м при диаметре ствола до 30 см. Ствол, часто вздутый у основания, покрыт заметными шрамами от опавших листьев. Изящная крона имеет от 8 до 10 перистых ваий длиной до 4,5 м с 60-80 листочками с каждой стороны средней жилки. В природе эндемик Квинсленда, выращивается человеком в других местах, где нет морозной зимы, натурализован на Гавайях.
Цветение не имеет постоянного периода, пальмы с цветами и зрелыми плодами могут расти рядом. Плод пальмы, содержащий единственное семя, овальный или круглый, 10-14 мм в диаметре, при созревании становится ярко-красным. Плодами питаются многие виды птиц, в частности, Aplonis metallica, Ducula spilorrhoa и длиннохвостый пёстрый голубь, а также фруктоядные летучие мыши и мускусная кенгуровая крыса.
Сердцевину пальмы употребляют в пищу люди племени куку яланджи.

## Синонимы
- Archontophoenix alexandrae var. beatriceae (F.Muell.) C.T.White
- Archontophoenix alexandrae var. schizanthera H.Wendl. & Drude
- Archontophoenix beatriceae (F.Muell.) F.M.Bailey
- Jessenia glazioviana Dammer
- Ptychosperma alexandrae F.Muell.basionym
- Ptychosperma beatriceae F.Muell.
- Ptychosperma drudei H.Wendl. ex Benth. & Hook.f.
- Saguaster drudei (H.Wendl. ex Benth. & Hook.f.) Kuntze
- Seaforthia alexandriae (F.Muell.) Schaedtler